# Tongue split
 (septembre 2014).
Si vous disposez d'ouvrages ou d'articles de référence ou si vous connaissez des sites web de qualité traitant du thème abordé ici, merci de compléter l'article en donnant les références utiles à sa vérifiabilité et en les liant à la section « Notes et références ».

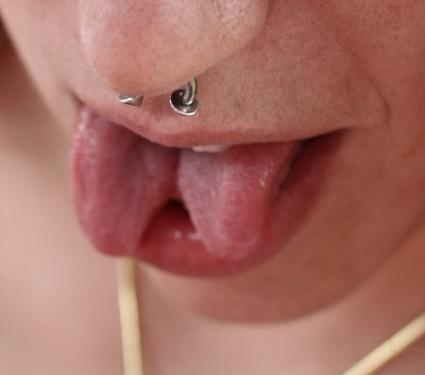
Une jeune femme avec une langue de serpent

La langue de serpent, encore appelée tongue-split par anglicisme (littéralement « langue fendue »), est une modification corporelle visant à séparer verticalement la partie antérieure de la langue (septum lingual), afin que celle-ci prenne une apparence de langue bifide, caractéristique de celle des serpents.

## Risques
Quand il est pratiqué dans les règles de l'art, les seuls risques sont infectieux, encourus durant la cicatrisation superficielle, qui se fait en une dizaine de jours environ.
Cette pratique n'altère généralement pas l'élocution de la voix ni le goût, et n'affecte pas l'harmonie buccale (les deux parties restent "collées" dans la bouche) mais il existe aussi de rares complications lors desquelles on peut observer une certaine déformation de l'une ou l'autre des moitiés de langue provoquant des troubles de l'élocution (pour la plupart, venant d'un mauvais Bod-Modeur (personne pratiquant la modification corporelle - littéralement "modificateur corporel")). Au quotidien, elle est souvent considérée comme la modification buccale la moins contraignante (moins qu'un simple piercing, grâce à l’absence de corps étranger).
Des pertes de sensation locales ou des fourmillements ont également pu être observées dans certains cas, souvent associés à une procédure par cautérisation.
Le tongue split étant à la base une plaie, et comme toute plaie une entrée aux bactéries, il est fortement recommandé d'avoir une hygiène buccale optimale pendant le processus de cicatrisation.

## Attributs
Cette intervention a comme particularité de démontrer que la langue a la capacité de s'accommoder naturellement à ce type de situation : en effet, ce muscle unique présente la faculté, une fois disjoint, de pouvoir mouvoir indépendamment ses deux parties.

## Mode opératoire
Cette opération relativement basique (quoique peu courante) dure de 30 à 60 minutes selon la technique. Il existe plusieurs méthodes, dont deux sont considérées comme adaptées.
La première consiste à inciser à l'aide d'un scalpel chirurgical, puis à réaliser des sutures, le plus souvent en fils non-résorbables, qui sont retirés 7 à 15 jours plus tard.
Dans la seconde, après l'incision au scalpel, on cautérise la plaie, souvent avec un stylo à cautériser. Plus controversée, les adeptes soutiennent que la cautérisation ne se fait pas uniformément, un peu trop ici, pas assez là, et que la cautérisation doit s'employer en complément d'autres méthodes.
Le résultat est également légèrement différent : la cautérisation faisant des angles, tandis que les sutures donnent un résultat plus arrondi.
Les méthodes artisanales qu'on peut voir sur la toile, comme les splits au ciseaux ou avec un fil de pêche attaché à un piercing, sont totalement déconseillées. Le résultat est peu esthétique, les risques sanitaires élevés et les complications fréquentes. Comme toute modification corporelle, il est nécessaire que l'intervention soit pratiquée par un spécialiste pour éviter tout problème s'y rattachant. Selon certains pratiquants français[Qui ?], il n'existe aucune vidéo de procédures réalisée dans de bonnes conditions sur le net.
Le tongue-split n'est pas irréversible, la langue reprendra sa forme originelle en plusieurs semaines ou plusieurs mois si elle est recousue, avec toutefois une cicatrice relativement impressionnante.

## Indications
La langue de serpent doit nécessairement être réalisée par un professionnel compétent, à l'aide d'outils stériles et dans un milieu sain. Il est pratiqué à ce jour par plusieurs artistes en modification corporelle renommés. Son prix oscille entre 800 a 1200 euros, le prix varie en fonction de l'artiste. 